# Alexéi Zimin
Alexéi Alexandrovich Zimin (Dubná, 13 de diciembre de 1971-Belgrado, 12 de noviembre de 2024) fue un escritor y chef ruso radicado en Reino Unido. Fue encontrado muerto en Belgrado en noviembre de 2024. Fue un conocido crítico de la anexión rusa de Crimea en 2014.

## Biografía
Nació en Dubna, cerca de Moscú, el 13 de diciembre de 1971.
Se desempeñó como editor en jefe adjunto de las revistas Afisha, Afisha World, Gourmet y GQ Rusia antes de formarse en Le Cordon Bleu en Londres. Posteriormente abrió un restaurante en Moscú, Ragout, fundó una revista gastronómica, Afisha Eda, y una cadena de comida rápida.
Tenía un programa de cocina en NTV que fue cancelado después de que hiciera comentarios críticos en las redes sociales (un video en Instagram cantando la canción antibélica rusa de Bulat Okudzhava "Grab Your Coat and Let's Go Home") contra la invasión rusa de Ucrania en 2022.
Zimin era copropietario de ZIMA, un restaurante homónimo en la Frith Street del distrito de Soho en Londres, junto con Katerina Ternovskaya. El restaurante había sido objeto de abusos y amenazas de incendio tras la invasión rusa de Ucrania.
Su libro Anglomania se publicó en 2024; este se encontraba promocionando el libro en Serbia en el momento de su muerte.

### Fallecimiento
Fue encontrado muerto por el propietario de su apartamento alquilado en Belgrado el 12 de noviembre de 2024. Las autoridades serbias dijeron que no hubo circunstancias sospechosas en torno a su muerte.
Según el informe de la autopsia, Zimin murió de cirrosis hepática y ruptura aórtica. Fue incinerado el 23 de noviembre de 2024 en el cementerio de Lešće de Belgrado, y enterrado en el cementerio de Highgate el 13 de diciembre de 2024.

### Vida personal
Estuvo casado con Tatiana Dolmatovskaya, diseñadora de vestuario para teatro y cine. Tuvieron tres hijos: Varvara Zimina (n. 2006), Nikolai Zimin (n. 2009) y Paul Zimin (n. 2011).